# Melkitische Griechisch-katholische Kirche
Die Melkitische Griechisch-katholische Kirche (auch: byzantinisch-katholische Kirche im Nahen Osten, Melkitisch-katholische Kirche oder Rum-katholische Kirche) ist eine Kirche eigenen Rechts der römisch-katholischen Kirche, deren Liturgie und geistliches Leben dem byzantinischen Ritus folgt. Sie gehört zu den katholischen Ostkirchen, ihr Oberhaupt ist der Melkitische Patriarch von Antiochien, Jerusalem und dem ganzen Osten und Alexandria mit Sitz in Damaskus. Sie umfasst ca. 1,6 Millionen Gläubige, die vorwiegend in Syrien und im Libanon leben – im Libanon ist sie die drittgrößte christliche Kirche. Größere Diasporagemeinden gibt es in Brasilien, Argentinien, Israel und Australien.

## Name
Das Wort Melkiten stammt aus dem Aramäischen (syrisch: ܡܠܟܝܐ). Wörtlich bedeutet es „königlich“, in einem weiteren Sinne auch „Reichs…“ oder „Staats…“; in bestimmten Zusammenhängen kann in diesem Sinne „kaiserlich“ gemeint sein. Im Arabischen hat das Wort Malakī (Arabisch: ملَكي) dieselbe Bedeutung. Es kommt in allen semitischen Sprachen vor.
Der Begriff Melkit wurde nach dem Konzil von Chalcedon (451) ursprünglich abwertend von den Angehörigen der anderen orientalischen Kirchen verwendet. Die Nicht-Chalcedonianer bezeichneten damit jene, die vom byzantinischen Kaiser unterstützt wurden. Es ist nicht bekannt, wann die Melkiten den Begriff erstmals als Selbstbezeichnung verwendeten.

## Historische Verbreitung
Die Melkiten waren im Allgemeinen griechischsprachige Stadtbürger, die im Westen der Levante und in Ägypten lebten, während die nicht-chalcedonischen Syrisch-Orthodoxen und Kopten mehr auf dem Land wohnten. Die Melkitische Kirche war in drei historische Patriarchate aufgeteilt: Alexandria, Antiochien und Jerusalem, jeweils unter dem Patriarchen von Konstantinopel. Die Nicht-Chalcedonianer haben ihre Patriarchate in Alexandria (Koptische Kirche) und Antiochien (Syrisch-Orthodoxe Kirche) eingerichtet. Das Nubische Königreich von Makuria (heute im Sudan liegend) praktizierte im Gegensatz zu den nicht-chalcedonischen Nachbarn den melkitischen Glauben von 575 bis 1300 n. Chr. (Siehe dazu Liste der Bischöfe von Faras)

## Geschichte
Eine wichtige Quelle für die Zeit bis ins frühe 10. Jahrhundert stellt das Geschichtswerk des Eutychios von Alexandria dar. Im Jahre 1054, auf dem Höhepunkt des Morgenländischen Schismas, exkommunizierten sich Patriarch Michael I. Kerularius und Kardinal Humbert von Silva Candida gegenseitig. In den folgenden Jahrhunderten verstärkte sich hingegen die Zusammenarbeit der orthodoxen Hierarchen mit dem Heiligen Stuhl. Während des Zweiten Konzils von Lyon (1274) und des Konzils von Florenz (1431–1445) ging der Patriarch von Konstantinopel eine Union mit dem Papst ein, in der Hoffnung, Konstantinopel vom Ansturm des Islam zu befreien.
Ab 1342 kamen römisch-katholische Priester nach Damaskus und anderen Gebieten des Orients. Sie begannen zu missionieren, und einige orthodoxe Priester konvertierten heimlich zum Katholizismus. Zu der Zeit war die Natur des Ost-West-Schismas undefiniert und die meisten Konvertiten behielten den byzantinischen Ritus und blieben in ihrer Kirche als pro-römisch-katholische Gruppe. Im Jahr 1724 wurde Kyrillos VI. Tanas, ein pro-katholischer Bischof, zum Patriarchen von Antiochien gewählt. Der Patriarch von Konstantinopel Jeremais III. betrachtete diese Wahl als katholischen Übernahmeversuch und nominierte den griechischen Mönch Sylvester anstatt Kyrillos zum Patriarchen.
Der neugewählte Papst Benedikt XIII. erkannte Kyrillos’ Anspruch auf das Patriarchat an und begrüßte ihn und die Gläubigen in Kommunion mit Rom. Von dem Zeitpunkt an war die Melkitische Kirche in einen orthodoxen und in einen katholischen Teil gespalten, die jeweils von Konstantinopel und Rom anerkannt wurden. Der katholische Teil behielt die Bezeichnung Melkit. Im modernen Sprachgebrauch wird der Begriff Melkit fast ausschließlich für die griechisch-katholischen Gläubigen verwendet.
Am Ende des 18. Jahrhunderts kam es zwischen den Städten Aleppo und Damaskus zu Auseinandersetzungen, was letztendlich zu einer Spaltung des griechisch-orthodoxen Patriarchates von Antiochien der orthodoxen Melkiten führte. Nun erhielt 1744 der von Damaskus unterstützte Patriarch Kyrillos durch Papst Benedikt XIV. das Pallium als Zeichen der vollen Kirchengemeinschaft. Da die Katholiken aber durch die türkischen Behörden stets behindert wurden, hielt sich die Kirche nur in den Bergen, und viele Anhänger wanderten nach Palästina oder Ägypten ab. Infolgedessen wurde der katholisch-melkitische Patriarch von Antiochien zusätzlich der melkitische Administrator über die Jurisdiktionsgebiete von Jerusalem und Alexandria. Im Jahr 1838 wurden Jerusalem und Alexandria zu eigenen melkitischen Patriarchssitzen (Patriarchaten) erhoben. Die melkitische Kirche gliedert sich seither in drei große Jurisdiktiongebiete auf, und der melkitische Patriarch trägt den Titel dreier Patriarchalsitze (Antiochien und das ganze Morgenland; Jerusalem; Alexandria und ganz Afrika). Seit 1848 ist sie von der türkischen Regierung als eigenes Millet anerkannt. Ursprünglich eine Kirche der antiochenischen Griechen schlossen sich der Melkitischen Griechisch-katholischen Kirche im 19. Jahrhundert zahlreiche orthodoxe Araber an, da ihnen der katholische Patriarch weniger von der Regierung abhängig schien als der orthodoxe Patriarch.
Mit dem gregorianischen Kalender lebend feiern die katholischen Melkiten ihre byzantinische Liturgie heute in der arabischen Sprache. Die rund 1.284.000 Gläubigen unterstehen dem Patriarchen mit Sitz in Damaskus, sind in 26 Diözesen organisiert und leben in Syrien, dem Libanon, Israel, Ägypten, Jordanien, den USA, Europa und Australien.

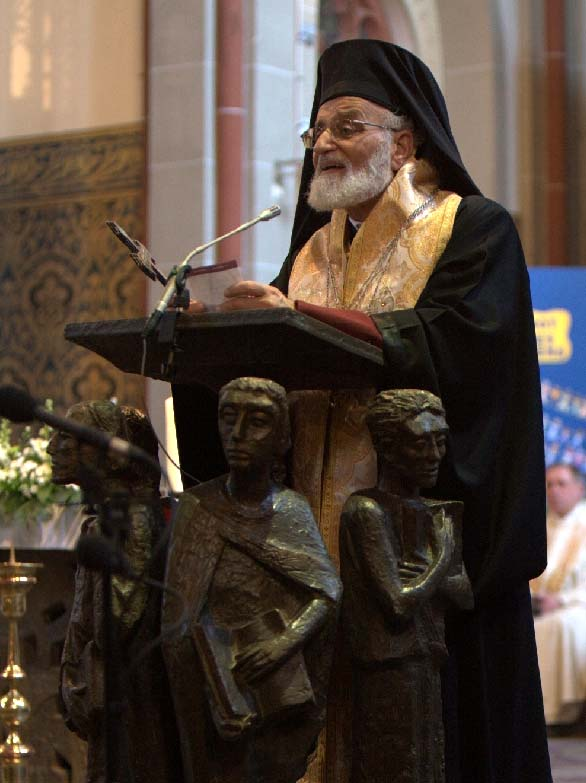
Patriarch Gregorios III. bei einer Investiturfeier des Lazarus-Ordens in Krefeld-Hüls

Kirchenoberhaupt ist der melkitische Patriarch von Antiochien, derzeit Joseph Absi. Sein Amtssitz ist bei der melkitischen Kathedrale Unserer Frau al-Niah in der syrischen Hauptstadt Damaskus; seine beiden libanesischen Wohnsitze sind in Raboueh und Ain Traz.
Auf dem Zweiten Vatikanischen Konzil spielte der melkitisch-katholische Episkopat, angeführt von Patriarch Maximos IV., eine herausragende Rolle als Vertreter ostkirchlicher Traditionen und ihrer Bedeutung für die katholische Kirche.

## Gegenwart
Die Melkitische Griechisch-katholische Kirche zählte 2010 rund 1,6 Millionen Gläubige, die Bistümer befinden sich in Ägypten, Argentinien, Australien, Brasilien, Israel, Jordanien, Kanada, Mexiko, den USA und Venezuela.
Die Mehrzahl der Bistümer liegt im Libanon mit sieben Eparchen sowie in Syrien mit vier Eparchen und dem Sitz des Patriarchen in Damaskus. Im Irak und Kuwait unterhält die melkitische Kirche jeweils ein Patriarchal-Exarchat.

### Melkitisch griechisch-katholische Kirche in Österreich
Die melkitischen Gläubigen Österreichs gehören zum Ordinariat für die Gläubigen der katholischen Ostkirchen (Ordinarius Christoph Kardinal Schönborn, Protosyncellus Yuryi Kolasa) und haben eine Gemeinde.

### Griechisch-katholische Kirche in Westeuropa
In Westeuropa gibt es einige melkitische Gemeinden. Für die melkitischen Christen in Westeuropa ist Erzbischof Jean-Clément Jeanbart von Aleppo in Syrien zuständig. Er ist seit 1999 zum Apostolischen Visitator für die Melkitische Griechisch-katholische Kirche in Westeuropa eingesetzt, es gibt nachstehende Gemeinden in
- Brüssel,[4] gemeinsam mit der Gemeinde in den Niederlanden,
- Paris[5] und Marseille,[6]
- Rom, Kirche Santa Maria in Cosmedin[7] und im Päpstlichen Griechischen Kolleg[8] mit der Kirche “Sant’Atanasio dei Greci”,
- Valletta (Malta), Gemeinde „Unserer Lieben Frau von Damaskus“,[9]
- Stockholm, die Gemeinde ist dem „Stockholms Katolska Stift“ angeschlossen,[10]
- London in der Gemeinde St. John Chrysostom,[11] gemeinsam in der Kirche der Anglikanischen Gemeinschaft.[12]

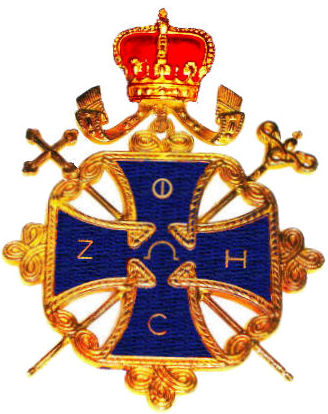
Ordenskreuz (blau) des Patriarchalen Ordens vom heiligen Kreuz zu Jerusalem

## Ordensgemeinschaften und Orden
Es gibt vier Ordensgemeinschaften, jeweils mit einem männlichen und weiblichen Zweig:
- Basilianer von Aleppo (lat.: Ordo Basilianus Aleppensis Melkitarum, Ordenskürzel: BA)
- Basilianer vom hl. Johannes dem Täufer (lat.: Ordo Basilianus S. Iohannis Baptistae, Soaritarum Melkitarum, Ordenskürzel BC)
- Basilianer vom Heiligsten Erlöser (lat.: Ordo Basilianus Sanctissimi Salvatoris Melkitarum, Ordenskürzel: BS)
- die Basilianerinnen
- und die Melkitischen Paulisten.

Der Patriarchalische Orden vom heiligen Kreuz zu Jerusalem ist ein Laienorden der Melkitischen Griechisch-katholischen Kirche, der durch den Melkitischen Patriarchen von Antiochien, als Großmeister, geführt wird.
Seit 1841 (andere Quellen geben 1910 an) steht bereits der Lazarus-Orden unter dem Protektorat des Patriarchen.
Am 22. September 1990 übernahm der Patriarch das Protektorat über den christlich-ökumenischen Tempelritterorden Ordo Militiae Christi Templi Hierosolymitani (OMCTH) mit der Generalkommandantur in Köln und geistlichem Sitz in Jerusalem.